# Edikt von Potsdam

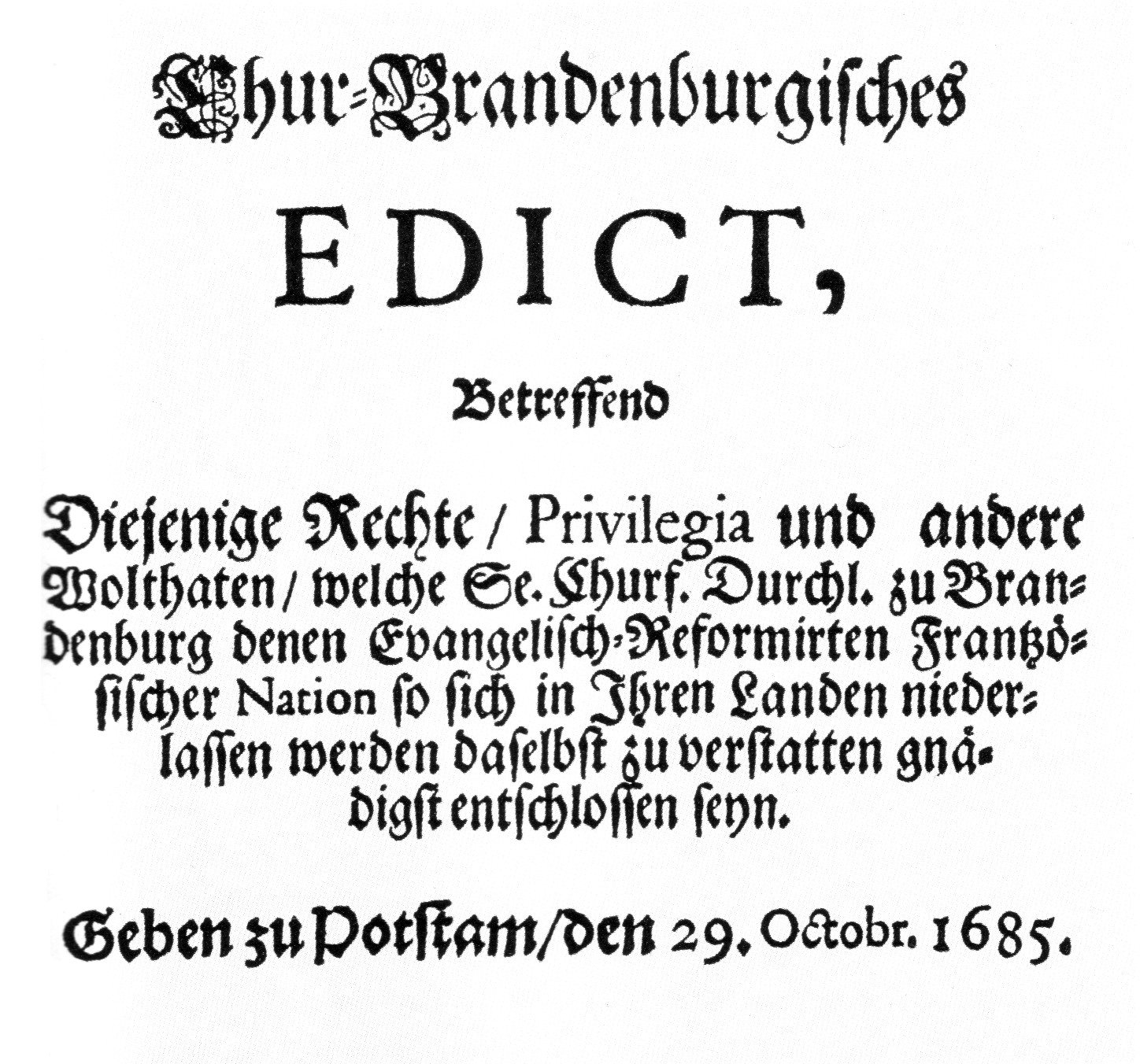
Titelblatt des Edikts von Potsdam

Das Edikt von Potsdam, auch Potsdamer Toleranzedikt genannt, war ein Toleranzedikt, das Kurfürst Friedrich Wilhelm von Brandenburg am 29. Oktoberjul. / 8. November 1685greg. zugunsten französischer Exulanten erließ.

## Hintergrund
Der Kurfürst – im Gegensatz zur evangelisch-lutherischen Bevölkerungsmehrheit Brandenburgs selbst calvinistischen Glaubens – bot seinen in Frankreich wegen ihrer Religion verfolgten protestantischen Glaubensgenossen, den Hugenotten, freie und sichere Niederlassung in Brandenburg an. Den Flüchtlingen wurden großzügige Privilegien gewährt, unter anderem Befreiung von Steuern und Zöllen, Subventionen für Wirtschaftsunternehmen und Bezahlung der Pfarrer durch das Fürstentum.
Hintergrund des Edikts war die wiedererwachende Verfolgung der Hugenotten in Frankreich nach dem Widerruf des Toleranzediktes von Nantes durch das Edikt von Fontainebleau, welches der französische König Ludwig XIV. am 18. Oktober 1685 erlassen hatte. Das Edikt von Potsdam kam daraufhin unter maßgeblicher Beteiligung des Theologen Jacques Abbadie zustande.
Etwa 20.000 Menschen folgten dem Angebot Brandenburgs. Das Edikt von Potsdam trug wesentlich dazu bei, die Wirtschaft des im Dreißigjährigen Krieg zerstörten Brandenburg zu beleben, und legte damit den Grundstein für die Erstarkung Brandenburg-Preußens. Durch die Hugenotten, die sich in Berlin niederließen, stieg die Einwohnerzahl um ein Drittel an.
Wie bereits bei der Aufnahme der aus Österreich vertriebenen Juden 1671 erhoffte Friedrich Wilhelm sich von den Einwanderern einen wirtschaftlichen Aufschwung im an den Folgen des Dreißigjährigen Krieges leidenden Brandenburg. Diese Hoffnung erfüllte sich. Die Hugenotten in Brandenburg brachten dem Staat sowohl einen wirtschaftlichen als auch geistigen Aufschwung. So wurde schon 1689 in Berlin das Französische Gymnasium eröffnet, das Einwanderern und Eingesessenen eine bis dahin nicht gebotene umfangreiche Bildung ermöglichte. Berlin entwickelte sich zu einem Zentrum der Literatur innerhalb Brandenburg-Preußens und über die Staatsgrenzen hinweg wirkend.
An die Aufnahme hugenottischer Flüchtlinge durch Friedrich Wilhelm erinnert ein Relief am Genfer Reformationsdenkmal.